# Società Podistica Lazio 1908-1909
Questa voce raccoglie le informazioni riguardanti la Società Podistica Lazio nella stagione 1908-1909.

## Rosa
| N. |                   | Ruolo | Calciatore           |
| -- | ----------------- | ----- | -------------------- |
|    | Italia (bandiera) | P     | Remo Forlivesi       |
|    | Italia (bandiera) | P     | Oreste Zaccagna      |
|    | Italia (bandiera) | D     | Renato De Censi      |
|    | Italia (bandiera) | D     | Egisto Federici      |
|    | Italia (bandiera) | D     | Francesco Matteucci  |
|    | Italia (bandiera) | D     | Fernando Pellegrini  |
|    | Italia (bandiera) | D     | Serafino Pellicciari |
|    | Italia (bandiera) | C     | Pierluigi Andreoli   |
|    | Italia (bandiera) | C     | Ottavio Angelotti    |
|    | Italia (bandiera) | C     | Attilio Baldacci I   |
|    | Italia (bandiera) | C     | Filiberto Corelli II |
|    | Italia (bandiera) | C     | Augusto Faccani      |

| N. |                   | Ruolo | Calciatore                 |
| -- | ----------------- | ----- | -------------------------- |
|    | Italia (bandiera) | C     | Luigi Zucchi I             |
|    | Italia (bandiera) | A     | Sante Ancherani (capitano) |
|    | Italia (bandiera) | A     | Eugenio Cerchia            |
|    | Italia (bandiera) | A     | Corrado Corelli I          |
|    | Italia (bandiera) | A     | Carlo Della Longa          |
|    | Italia (bandiera) | A     | Giancarlo Fantacone        |
|    | Italia (bandiera) | A     | Rodolfo Folpini            |
|    | Malta (bandiera)  | A     | Silvio Mizzi               |
|    | Italia (bandiera) | A     | Fernando Saraceni I        |
|    | Italia (bandiera) | A     | Scicluna                   |
|    | Italia (bandiera) | C     | Angelo Zucchi II           |
|    | Italia (bandiera) | A     | Alessandro Cremos          |